# Seux
Seux is een gemeente in het Franse departement Somme (regio Hauts-de-France) en telt 158 inwoners (1999). De plaats maakt deel uit van het arrondissement Amiens.

## Geografie
De oppervlakte van Seux bedraagt 3,5 km², de bevolkingsdichtheid is 45,1 inwoners per km².
De onderstaande kaart toont de ligging van Seux met de belangrijkste infrastructuur en aangrenzende gemeenten.

## Demografie
Onderstaande figuur toont het verloop van het inwonertal (bron: INSEE-tellingen).